# Lithophyllum grumosum
Lithophyllum grumosum (Foslie) Foslie, 1898 é o nome botânico de uma espécie de algas vermelhas pluricelulares do gênero Lithophyllum, família Corallinaceae.
- São algas marinhas encontradas na América do Norte (México, Oregon e Califórnia) e no Japão.

## Sinonímia
- Lithothamnion grumosum Foslie, 1897